# Aleyrodes winterae
Aleyrodes winterae là một loài côn trùng cánh nửa trong họ Aleyrodidae, phân họ Aleyrodinae.
Aleyrodes winterae được Takahashi miêu tả khoa học đầu tiên năm 1937.